# Antoni Grzesiński
Antoni Grzesiński (ur. 2 lutego 1864 we Wławiu, zm. 27 marca 1944 w Przemęcie) – polski polityk i działacz ZLN.

## Życiorys
Urodził się jako syn Jana i Marianny z domu Tycner. Posiadał wykształcenie średnie. Prowadził własny majątek Zaborowo (powiat Wolsztyn) i folwark Wławie (powiat Kościan). W grudniu 1918 roku przedstawiciel Księstwa Poznańskiego w Naczelnej Radzie Ludowej i delegat do Sejmu Dzielnicowego w Poznaniu. Prezes kółka rolniczego, organizator wystaw rolniczych, kursów gospodarczych, założyciel Banku Ludowego w Przemęcie.
Poseł na Sejm Ustawodawczy (1919–1922). W 1919 roku wybrany z listy nr 1 (Zjednoczone Stronnictwa Narodowe) w Poznańskim Okręgu  Wyborczym II (Gniezno).
Podczas II wojny światowej po wkroczeniu Niemców we wrześniu 1939 roku wyrzucony z majątku, zamieszkał z rodziną w opuszczonej karczmie w Solecku. Zmarł na wylew krwi do mózgu; pochowany na cmentarzu parafialnym w Przedmieściu.

## Życie prywatne
Żonaty z Katarzyną z domu Słoma, miał córkę Antoninę Ostrowską.